# Monique Chiron
Monique Chiron (née en 1937) est une femme française élue Miss Poitou 1958, puis Miss France 1959.

## Élection
Élue au Palais des Fêtes de Reims, Monique a 22 ans et mesure 1,74 m[réf. souhaitée]. Coiffeuse de son état, elle est l'aînée d'une famille de sept enfants. L'élection a été controversée, le public ayant porté son choix sur Sophie Destrade.